# سیارک ۲۲۷۲
سیارک ۲۲۷۲ (به انگلیسی: 2272 Montezuma، نامگذاری:1972FA) دو هزار و دویست و هفتاد و دومین سیارک کشف شده‌است که در ۱۶ مارس ۱۹۷۲ کشف شد.
قدر مطلق سیارک برابر ۱۳٫۹۴ است.